# Opération Caravan
Campagnes d'Afrique, du Moyen-Orient et de Méditerranée (1940-1945)
Batailles
Guerre du Désert
- Invasion de l'Égypte
- Compass (Fort Capuzzo
- Nibeiwa
- Sidi Barrani
- Bardia
- Tobrouk (1941)
- Mechili
- Beda Fomm)
- Koufra
- Siège de Giarabub
- Sonnenblume
- El Agheila (1941)
- Siège de Tobrouk (Raid sur Bardia
- Raid Twin Pimples)
- Skorpion
- Brevity
- Battleaxe
- Crusader (Flipper
- Bir el Gubi (novembre 1941)
- Point 175
- Bir el Gubi (décembre 1941))
- Fort Lamy
- Gazala (Bir Hakeim
- Tobrouk (1942))
- Mersa Matruh
- El Alamein (juillet 1942) (Raid sur l'aérodrome de Sidi Haneish)
- Alam el Halfa
- Agreement (Caravan)
- Bertram
- Braganza
- El Alamein (octobre 1942) (Avant-poste Snipe)
- El Agheila (1942)

Débarquement allié en Afrique du Nord
- Blackstone
- Casablanca
- Reservist
- Terminal
- Port Lyautey
- Brushwood

Campagne de Tunisie
- Course pour Tunis
- Ligne Mareth
- Sidi Bouzid
- Kasserine
- Sejnane
- Ochsenkopf
- Capri
- Ksar Ghilane
- Pugilist
- El Guettar
- Wadi Akarit
- Longstop Hill
- Hill 609
- Vulcan
- Flax
- Retribution
- Strike

L'opération Caravan est le nom d'un long raid qui a eu lieu pendant la campagne d'Afrique du Nord et a été réalisé par le Long Range Desert Group (LRDG), en septembre 1942. Cette action de diversion a été conçue pour soutenir les forces de l'opération Agreement sur Tobrouk, conjointement à celles de Benghazi (opération Bigamy) et de l'oasis de Jalo (opération Nicety). 
En plus de participer à d'autres opérations en cours, le LRDG devait mener l'attaque contre les Italiens à Barce (ou Al Marj), en particulier sur l'aérodrome. Pour atteindre leur objectif, la force a parcouru 1 859 km. Une partie de la force a attaqué l'aérodrome (35 avions détruits revendiqués), l'autre a attaqué la caserne.

## Force et objectifs

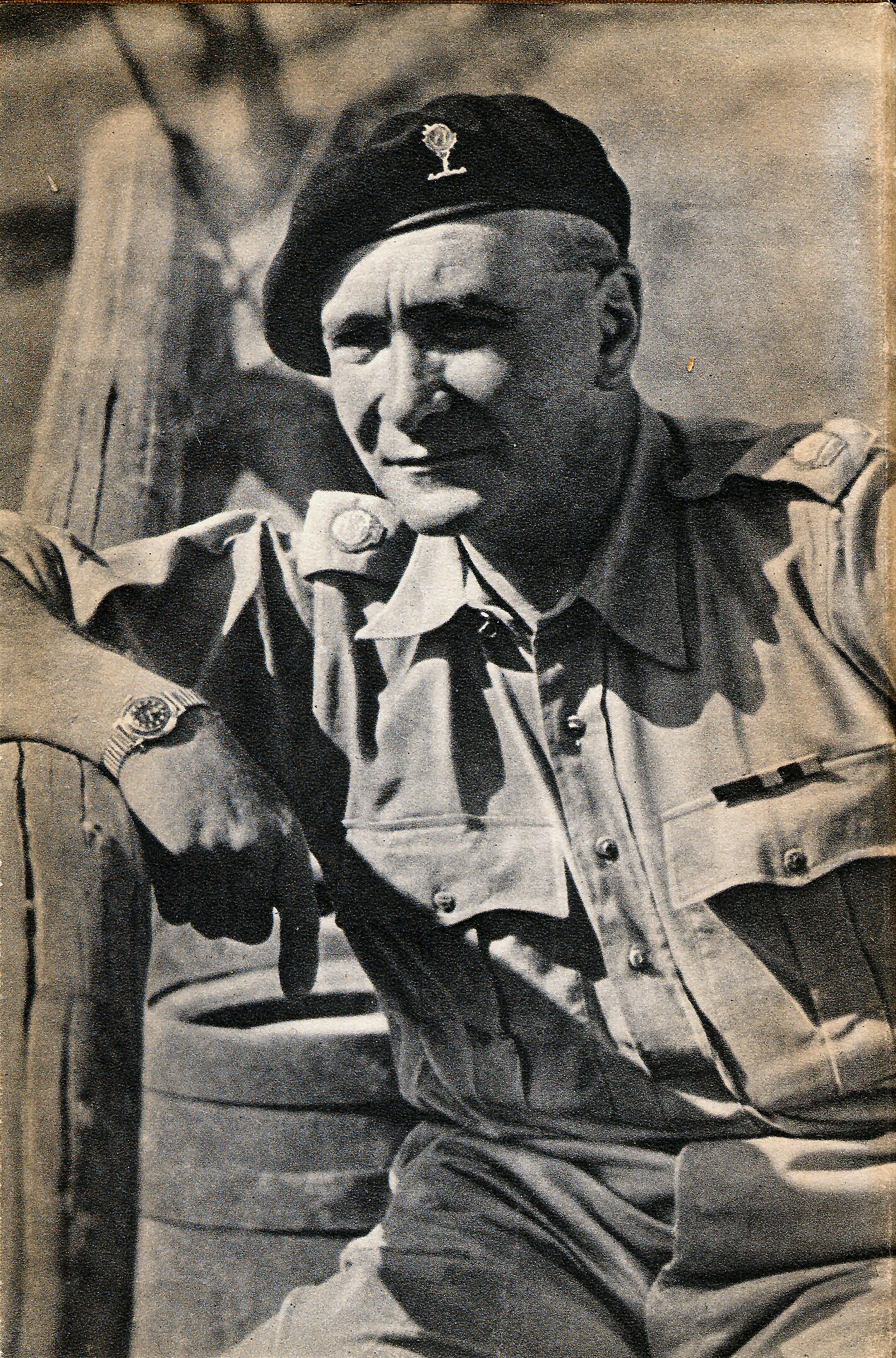
Major Vladimir Peniakoff.

Au début de septembre 1942, l' escadron B qui se composait de deux demi-patrouilles LRDG sous le commandement du major John Richard Easonsmith, quitta sa base égyptienne de Faiyom avec la mission de causer le maximum de dégâts et de perturbations à l'ennemi italien. La destination était Barce, à environ 80 km au nord-est de Benghazi sur la route côtière principale. C'était un centre administratif majeur du gouvernement colonial italien de Libye et il y avait un grand aérodrome au nord-est de la ville qui devait être la cible principale de l'opération. La patrouille G1, commandée par le capitaine JAL Timpson, et la patrouille T1, dirigée par le capitaine NP Wilder, comptaient à elles deux un total de 47 hommes dans 12 camions Chevrolet ,et 5 jeeps.
Ils étaient accompagnés du major Vladimir Peniakoff et de 2 membres de sa Popski's Private Army, deux membres de la tribu Sanousiyya appartenant à la Force arabe libyenne qui devaient recueillir des informations sur les dispositions ennemies auprès d'amis vivant près de Barce.

## Les forces italiennes à Barce

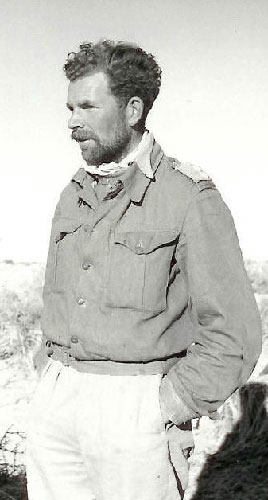
Capitaine JR Easonsmith

À Barce se trouvait un groupe de la Police de l'Afrique italienne (Polizia dell'Africa Italiana, (PA)) avec un groupe d'automitrailleuses FIAT Ansaldo AB41, un groupe de Carabinieri Reali, la 8° Sezione Camicie Nere (8e chemises noires), XVII° Battaglione Mitraglieri, 10° Compagnia Carri de chenillette L3/35 et une batterie de canons de 127 mm (canons britanniques de 60 livres capturés) du 51° Gruppo Artiglieria.
Sur l'aérodrome de Barce se trouvaient le 35° Stormo da Bombardamento équipé de bombardiers trimoteurs CANT Z.1007 et la 131° Squadriglia du 66° Gruppo Osservazione Aerea équipée d'un avion d'observation bimoteur Caproni Ca.311. Plusieurs autres unités de cavalerie, des carabiniers et des unités libyennes irrégulières se trouvaient dans la région.

## Le raid sur Barce

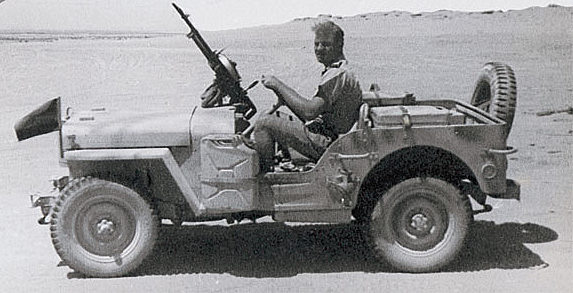
Le capitaine Timpson de la patrouille G1 dans sa jeep. Un drapeau vert était monté sur le garde-boue, indiquant un chef de patrouille

Comme le LRDG participait à d'autres opérations, il était essentiel d'éviter la congestion sur les routes extérieures. Le parcours choisi pour l'escadron B nécessitait une double traversée de la dépression de Qattara, un voyage aller de 1 850 km. Parce que les jeeps étaient autonomes sur environ 1 450 km et les camions sur environ 2 400 km, ils seraient accompagnés de deux camions Mack de 10 tonnes de la section Heavy qui fourniraient toute l'essence pour les 320 premiers km. Un autre ravitaillement a été fourni après la première semaine lorsque l'escadron B a rencontré deux autres camions de la section Heavy à un endroit appelé «Howard's Cairn». 
Le troisième jour, le malheur a frappé la patrouille. La jeep du capitaine Timpson a chaviré au sommet d'une dune, forçant l'évacuation de Timpson et de son chauffeur, le garde Thomas Wann, par un avion Lockheed Hudson. Le sergent Jack Dennis a assumé le commandement de la patrouille G1.
Le LRDG a atteint Benia à environ 24 km au sud de Barce le 13 septembre et a installé son campement sur une colline dans une ceinture d'arbres. Le voyage de 1 858 km avait duré 11 jours. Un camion avait été dissimulé au point de rendez-vous avec de petites quantités de rations et d'eau. Pour le reste de la journée, les camions étaient cachés parmi les arbres pendant que les hommes préparaient leurs armes et explosifs. À 15 heures, le major Easonsmith a tenu un dernier briefing, assisté du major Peniakoff qui connaissait le tracé de la ville : la patrouille T1 attaquerait l'aérodrome qui était la cible principale, tandis que la patrouille G1 créerait une diversion en attaquant la caserne principale de Campo Maddelena, à 3 km au sud-ouest de Barce, et la gare au sud de la ville. 
À l'insu du LRDG, ils avaient été vus en route et plusieurs alertes avaient été transmises au commandement du secteur de Barce. Le commandant, le général Piatti del Pozzo, ordonna une reconnaissance aérienne et terrestre et fit d'autres préparatifs pour contrer l'attaque prévue. Bien que les patrouilles du LRDG étaient bien camouflées et étaient convaincues qu'elles n'avaient pas été remarquées parmi les arbres, l'unité avait été repérée par un avion de reconnaissance qui avait envoyé un message à un quartier général de cavalerie à proximité. 
Au crépuscule, la force s'est déplacée, coupant les fils téléphoniques en chemin. Près de la périphérie de la ville, ils ont été interpellés à un poste de contrôle de la police par une sentinelle qui a été désarmée et capturée. Un sous-officier qui était venu pour voir ce qu'il se passait a été tué par balle et les bâtiments voisins ont été attaqués avec plusieurs grenades à main (bien qu'il ait été plus tard découvert que les gardes s'étaient enfuis). 

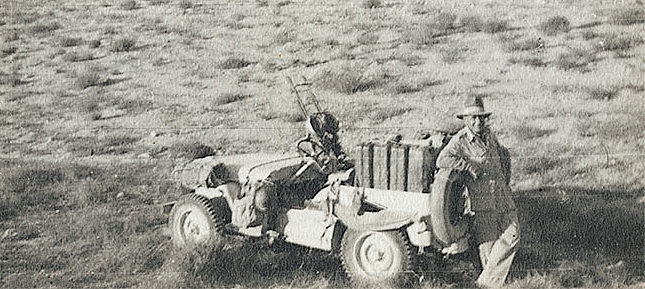
Major Peniakoff, en route pour Barce.

Lorsque la colonne de véhicules s'est soudainement arrêtée pendant cet échange, un camion Breda M1930 de la patrouille T1 est entré en collision avec l'arrière d'un autre camion, détruisant son radiateur. Le camion a dû être abandonné et l'équipage a rejoint d'autres camions. La perte de puissance de feu du Breda a été un revers pour l'unité. Le camion radio de la patrouille T1 s'est séparé de la colonne et s'est garé dans un champ à Sidi Selim (à environ 12 km au sud-est de Barce) pour servir de point de rendez-vous après l'attaque. Il devait également surveiller en permanence les messages du Lt Col David Stirling de l'unité SAS opérant cette nuit-là contre Benghazi (opération Bigamy).
À 23 heures, les patrouilles ont atteint une route principale se dirigeant vers l'est vers Barce et elles ont continué avec leurs phares allumés, se faisant passer pour un convoi de l'Axe. Au sommet d'un escarpement menant aux plaines de Barce, ils rencontrent deux chenillettes L3 garées gardant chaque côté de la route. Les véhicules LRDG ont ouvert le feu avec de lourds tirs de mitrailleuses tout en se précipitant. Les chenillettes ont été prises au dépourvu, même si les équipages auraient dû savoir que la circulation de nuit était interdite. À minuit, les LRDG se trouvent au carrefour à l'extérieur de Barce et les deux patrouilles se séparent pour accomplir leurs tâches. Le major Peniakoff et le camion radio restent à la croisée des chemins pour faire face à toute tentative contre le groupe LRDG.

## L'attaque de l'aérodrome
Pour se rendre à l'aérodrome, qui est au nord de Barce, la patrouille T1 contourne le côté est de la ville en empruntant la route principale. À l'approche de l'aérodrome, le capitaine Wilder quitte la jeep de son commandant parce qu'il veut conduire son ancien véhicule Tutira III. Près de l'entrée de l'aérodrome, la patrouille est défiée par plusieurs sentinelles qui sont abattues et elles atteint les portes de l'aérodrome fermées. Wilder ouvre les portes et les camions pénètrent sur le terrain d'aviation. La première cible rencontrée est un camion et une remorque transportant 52 bidons de carburant d'aviation. Les tirs de mitrailleuses transforment l'ensemble en une boule de feu qui illumine une grande partie de l'aérodrome, facilitant ainsi la tâche de l'unité. 

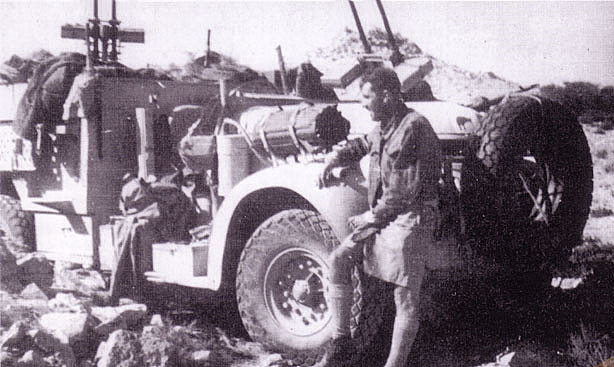
A T1 Patrol Chevrolet durant raid sur Barce.

Bien que les Italiens s'attendaient à une attaque, ils ne croyaient pas qu'il serait possible de le faire à partir de véhicules venant de la route principale. Au lieu de cela, ils se préparaient à contrer des fantassins qui attaqueraient du sud. La patrouille T1 a pu donc monter son attaque avec peu d'opposition puis est allée vers le bâtiment administratif en béton qui abritait également le mess et la caserne. Des grenades sont lancées à travers les fenêtres, ce qui  déclenche un incendie à l'intérieur. Un hangar, d'autres bâtiments ainsi que des transports motorisés sont détruits ainsi d'un dépôt d'essence en fûts.
Sur l'aérodrome, la patrouille T1 se dirige directement sur les bombardiers en stationnement en les mitraillant de balles incendiaires et explosives avec les trois paires de mitrailleuses Browning 1919, de deux mitrailleuses de 12,7 mm Vickers et de Vickers jumelées sur supports pivotants. En plus de cette puissance de feu, le caporal Merlyn Craw de la patrouille T1 avait conçu une petite bombe à retardement incendiaire en Gelignite). Craw et Yealands se trouvent dans le dernier véhicule de la colonne, Te Paki III, qui a une caisse pleine de bombes. Alors qu'ils arrivent à un avion qui ne brûle pas encore, les deux hommes sautent et courent vers chaque avion, placent une bombe au-dessus d'une aile, au-dessus des réservoirs de carburant. Au moins dix avions sont détruits de cette manière.
Bien que la patrouille T1 ait passé environ une heure sur l'aérodrome, aucun des Néo-Zélandais n'a été touché et aucun de leurs véhicules n'a été mis hors service. Les conducteurs du LRDG sont habiles à manœuvrer à grande vitesse, faisant ainsi de leurs véhicules des cibles difficiles. Un autre facteur possible dans l'absence de dommages à l'unité est que les nombreux canons anti-aériens défendant l'aérodrome n'ont pas été en mesure de tirer horizontalement le long du sol.

## Conséquences
Après les attaques, les deux patrouilles se sont retrouvées au point de ralliement. À ce moment-là, dix hommes, trois camions et une jeep ont été perdus. Avant l'aube du 14 septembre, près du poste de police au sud de Sidi Selim, le LRDG essuie le feu de l'ennemi qui l'attend. Trois hommes sont blessés et un camion endommagé au point de devoir être remorqué. Le camion et deux autres endommagés plus tôt ont été abandonnés et détruits avec des explosifs.
La force continue sur le chemin du retour jusqu'à ce qu'un autre véhicule tombe en panne. La force est repérée par l'ennemi et attaquée depuis les airs jusqu'à ce que le crépuscule tombe. À ce moment-là, tous sauf un camion et deux jeeps ont été détruits.
Dix membres de la force marchent à pied jusqu'à Bir el Gerrari où un véhicule a été laissé. Le médecin de la force prend le camion restant et une jeep avec les blessés. Bien qu'ils aient abandonné la jeep en cours de route, ils atteignent Bir el Gerrari le 15 septembre, puis un terrain d'atterrissage près de Kalansho Sand Sea (en), où ils trouvent une autre patrouille LRDG. La RAF évacue ensuite les blessés vers Koufra.
Un autre groupe de quatorze part à pied avec ses rations et son eau transportés sur l'autre Jeep. Après environ quatre-vingts milles (130 km environ), le 17 septembre, ils rencontrent la patrouille S2 du LDRG. Les recherches sur la zone permettent de trouver huit des premiers groupes de marche. Les deux membres disparus avaient pris du retard et, ne s'attendant pas à atteindre le rendez-vous, se sont dirigés vers le nord. Le 20, ils ont trouvé un camp arabe et ont été faits prisonniers par les Italiens. À ce stade, les deux hommes avaient parcouru plus de 150 miles à pied (240 km à pied). Une autre patrouille du LRDG (S1) a récupéré deux autres membres de la force qui avaient quitté Barce.